# Bioarcheologie středověku

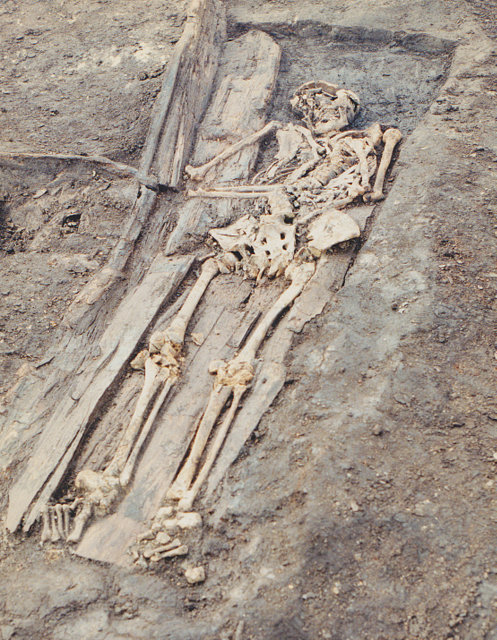
Kostra ze středověku nalezená v Nizozemsku

Bioarcheologie středověku se zabývá studiem lidských ostatků ze středověkých archeologických nalezišť. Cílem bioarcheologie je porozumět populacím pomocí analýzy lidských kosterních pozůstatků. Bioarcheologie středověku se zaměřuje na středověké populace, které poznává pomocí analýzy jejich zdravotního a výživového stavu.

## Nespecifické indikátory stresu

### Dentální nespecifické indikátory stresu

#### Hypoplazie skloviny

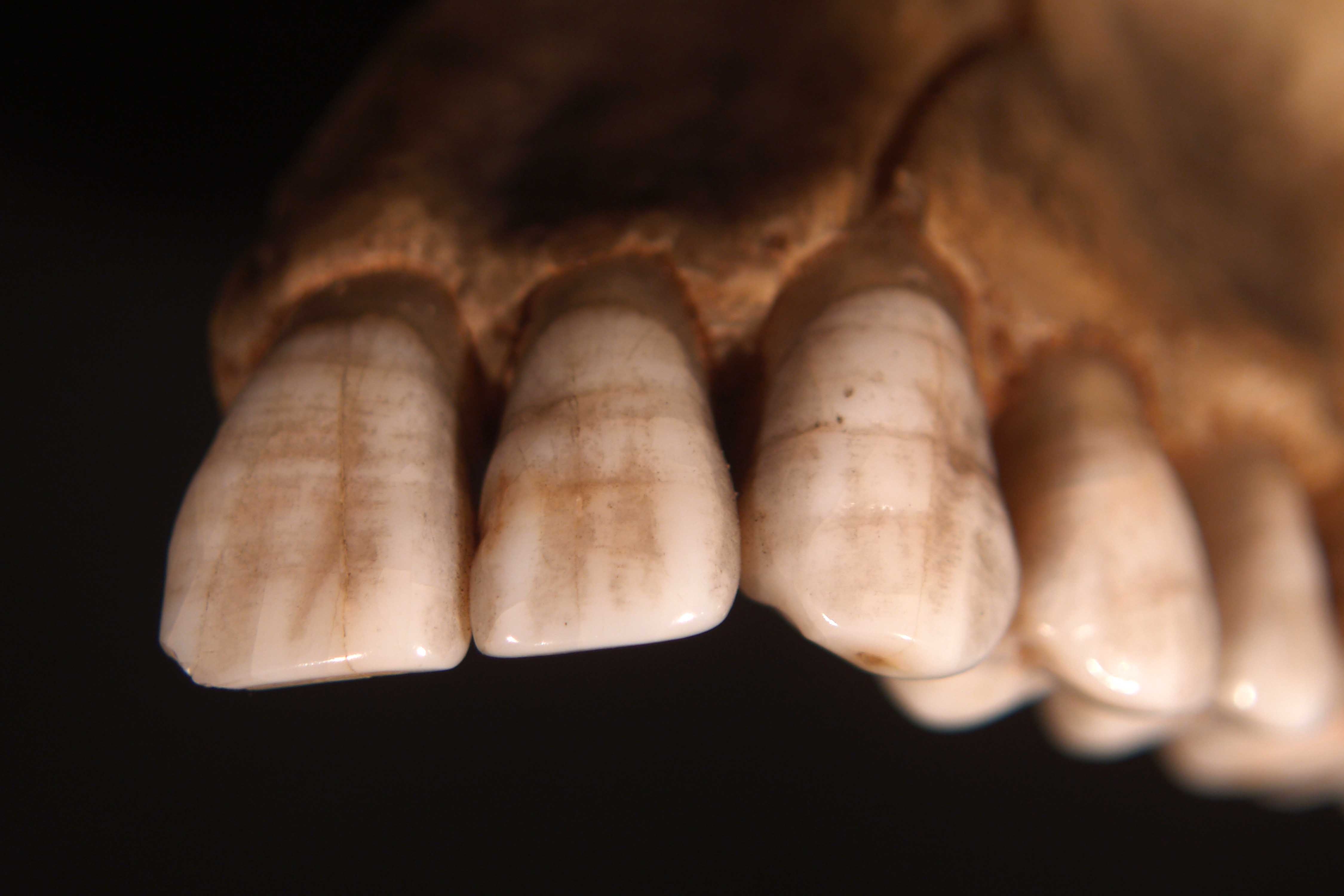
Lineární hypoplazie skloviny

Lineární hypoplazie skloviny svědčí o stresovém období nebo zdravotních problémech v dětském věku. V té době se tvoří horizontální pásy, které lze makroskopicky vyšetřit a představují lokalizované snížení tloušťky skloviny. Hypoplazie skloviny se v bioarcheologickém výzkumu používá jako marker fyziologické stresu v dětství.
Justyna Jolanta Miszkiewicz z University of Kent studovala lineární hypoplazii skloviny a věk při úmrtí u středověké populace v Canterbury v Anglii. Konkrétně se zaměřila na populaci při Svatojiřském převorství a přilehlém hřbitově. Objevila 374 jedinců, jejichž zuby nesly stopy lineární hypoplazie skloviny na trvalých zubech. Ve srovnání s převorstvím se na hřbitově lineární hypoplazie skloviny vyskytovala výrazně častěji. Průměrný počet zubů s lineární hypoplazií skloviny byl na hřbitově 17,6 a průměrný počet v převorství byl 7,9. Studie se zabývala i věkem při úmrtí a také do jaké sociální skupiny mrtví patřili. Výsledky ukázaly, že stres v dětství se může odrážet v úmrtnosti dospělých a že zdraví jedinců z různého sociálního prostředí lze posoudit pomocí analýzy lineární hypoplazie skloviny.

### Skeletální nespecifické indikátory stresu

#### Porotická hyperostóza a cribra orbitalis

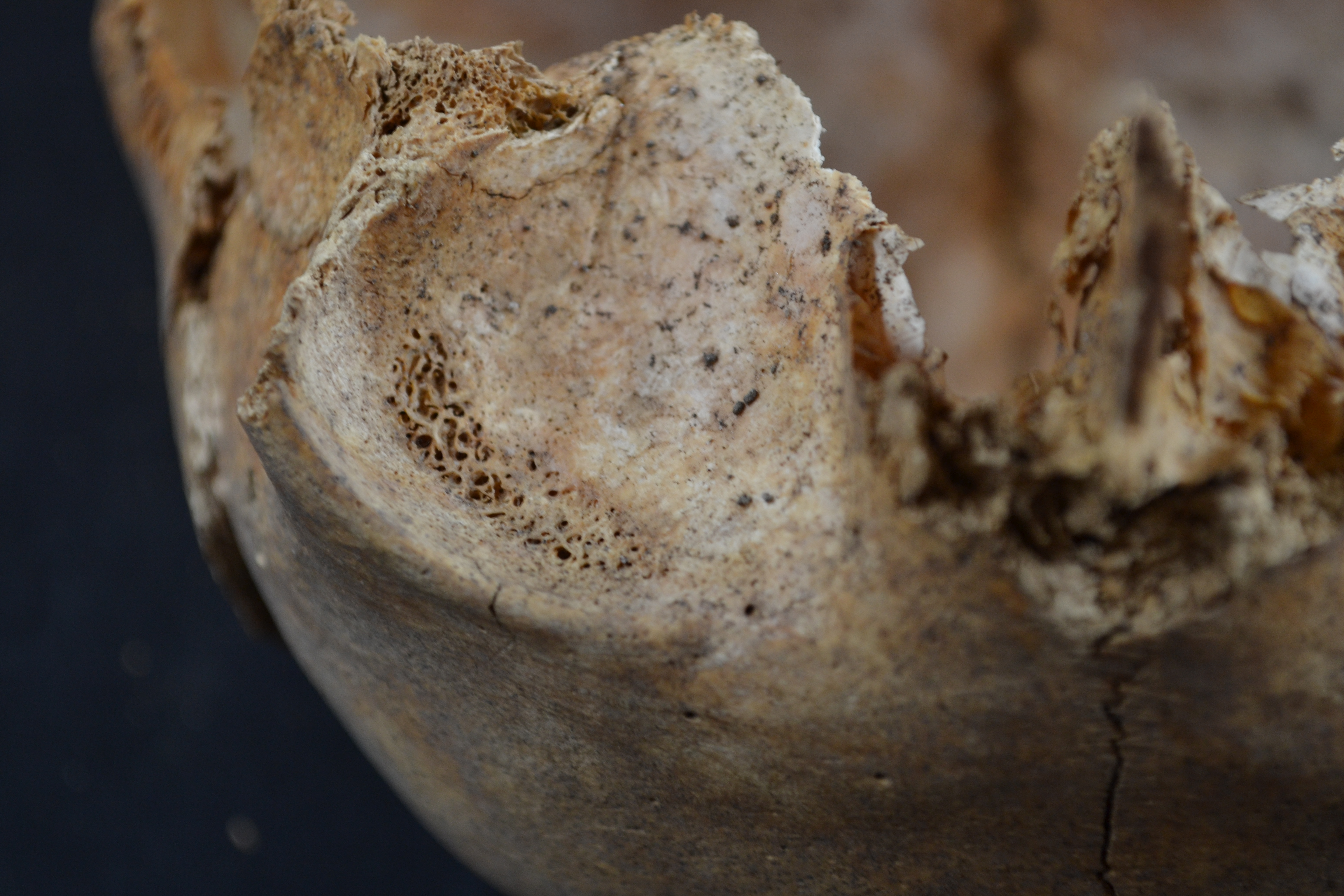
Cribra orbitalis u malého dítěte

Porotická hyperostóza je patologický stav postihující lebeční klenbu. Je charakterizována pórovitostí os frontale, os parietale a výjimečně os occipitale. Pokud se tato pórovitost vyskytuje na stropu očnice, nazývá se tento stav cribra orbitalis. Od 50. let 20. století je nejvíce přijímanou hypotézou, že příčinou porotické hyperostózy a cribra orbitalis je chronická anémie a nedostatek železa. Její nejpravděpodobnější příčinou byla nedostatečná strava, případně ztráta živin způsobená střevními parazity.
Profesorka antropologie na Loyolské Univerzitě v Chicagu Anne L. Grauer vyhodnotila přítomnost porotické hyperostózy na populaci z anglického Yorku. Touto studií zkoumala zdravotní stav a nemoci v městské středověké populaci. Zjistila, že 58 % místní populace vykazovalo známky porotické hyperostózy.
V roce 2002 provedli J. Piontek a T. Kozlowski z Univerzity Adama Mickiewicze a Univerzity Mikuláše Kopernika studii frekvence výskytu cribra orbitalis u středověkých polských populací. Cílem této studie bylo porovnat údaje o frekvenci cribra orbitalis v dětských lebkách ze hřbitova v polském Grucznu s výsledky četnosti výskytu cribra orbitalis v dospělé populaci. Četnost výskytu cribra orbitalis u dětí, které zemřely ve věku do sedmi let byla 47,1% a ve věkové kategorii od 7 do 15 let pak 50 %. Závěr studie konstatoval, že životní podmínky středověké populace v Grucznu nutně nezaručovaly dobré zdraví dětí a dospívajících díky jejich expozici patologickým faktorům, které narušovaly jejich růst a vývoj.

#### Harrisovy linie
Harrisovy linie jsou nespecifické indikátory stresu, které se tvoří v důsledku podvýživy, nemoci, nebo jiných stresových faktorů v dětství. Během takové doby se růst kostí dočasně pozastavuje nebo zpomaluje, ale mineralizace kostí pokračuje dál. Jakmile se stres sníží nebo zmizí, obnoví se růst kostí, což má za následek linii v kosti se zvýšenou minerální hustotou, která je viditelná na rentgenových snímcích. Pokud nedojde k zotavení ze stresové situace, Harrisova linie se nevytvoří.
Studie z roku 2005 se zaměřila na výskyt Harrisových linií u středověkých populací ze švýcarského Bernu. Vědci z Univerzitní nemocnice v Bernu shromáždili rentgenové snímky holenních kostí ze 112 zachovalých koster datovaných do 8. až 15. století. Své výsledky srovnaly s rentgenovými snímky 138 v té době žijících pacientů pocházejících ze stejné geografické oblasti. Ze středověkých nálezů byly Harrisovy linie objeveny u 88 koster (tedy v 80 % zkoumaných případů), zatímco u kontrolního vzorku u 28 lidí (tedy v 20 % zkoumaných případů). Výskyt Harrisových linií byl spojen s degenerativním onemocněním kostí, traumatem, osteoporózou, onemocněním periferních cév, rachitidou, revmatoidní artritidou a kostními deformitami. Podle autorů studie byly výsledky dokladem, že švýcarské středověké populace pravděpodobně zažily obtížné životní situace a žily ve špatných hygienických podmínkách a výskyt Harrisových linií u dětské populace odrážely špatnou péči a zanedbání.

### Změny hladiny kortizolu
Změny hladin bílkovin a kortizolu během růstu a stresové zátěže má dopad na složení vlasů. Tyto změny většinou odráží stav několik měsíců před smrtí člověka, ale nezahrnují poslední dva týdny jeho života. Ve vzorcích vlasů lze analyzovat hladiny izotopů dusíku a uhlíku. Hladina kortizolu ve vzorcích může poskytnout důkazy o stresorech způsobených fyzickými událostmi, ale obvykle odrážejí dietní změny.

## Indikátory mechanického stresu a opakujících se činností
Bioarcheologové mohou studovat účinky, které mají každodenní činnosti a zátěž na kostru jedince, aby porozuměli práci, kterou lidé v minulosti vykonávali. Stresové markery také mohou indikovat vzorce v dělbě práce a rozvržení určitých činností ve společnosti. Wolffův zákon říká, že kosti jsou ovlivněny a přestavěny opakující se fyzickou aktivitou a nečinností. Mechanický stres mění průřezy kostí a může v omezené míře měnit enteze, zatímco prodloužená nečinnost může vést ke ztrátě kostní hmoty. Protože se v té době věci, jako zemědělství, musely dělat manuálně, mechanický stres v té době působil na muže i ženy. Degenerativní změny v populaci byly výraznější než nemoci. Fyzický stres na kostech je snadněji detekovatelný ve srovnání s kosterními stopami způsobených nemocemi, protože v případě nemocí trvá dlouhou dobu, než se projeví na kosti a bez adekvátního lékařského ošetření tito lidé umírali dříve, než se nemoc na kosti stihla projevit.

### Zranění a pracovní zátěž
Amanda Agnew a Hedy Justus z Ohijské státní univerzity studovaly příklady traumat a fyzického stresu na středověké populaci v polském Gieczu. Ve středověku byl Giecz významným politickým a náboženským centrem. Vzorek tvořilo 275 pohřbů, na nichž byly hledány stopy traumat a stresu. Většina případů traumat byla nenásilná, i když 3,4 % jedinců nesly stopy zranění, která byla zjevně způsobena úmyslně. Malý počet násilných zranění vedl autory studie k závěru, že populace nebyla zapojena do válečného konfliktu, které byly v této oblasti ve středověku běžné. Traumatická poranění související s fyzickým stresem však svědčila o populaci, která vedla velmi namáhavý život, často spojených s prací v zemědělství. V analyzovaných vzorcích byl relativně vysoký výskyt poranění páteře, včetně kompresních zlomenin a spondylolýzy. Poranění obratlů svědčí o velkých tlakových zatíženích po dlouhou dobu. Autoři studie se také zaměřili na četnost výskytu osteochondritis dissecans, která může být způsobena opakujícími se traumatickými událostmi a nadužíváním kloubů v důsledku fyzické aktivity. Výsledky studie dospěly k závěru, že velké pracovní zatížení se týkalo mužů, žen i mladistvých. Kromě toho byla populace vystavena stresovým podmínkám prostředí, jako byla špatná výživa a infekční nemoci.
Poranění obratlů bylo velmi časté u většiny dospělých, zejména u mužů. Podle studie H. Nathana provedená na páteřích 400 jedinců odlišného věku, etnicity a pohlaví s ohledem na jejich etologii a společenský význam, se u všech jedinců do věku 40 let vyvinula buď deformační spondylóza nebo osteochondróza, což bylo s největší pravděpodobností způsobeno historickou dělbou práce podle pohlaví.

## Strava a zdraví zubů
Důležitou oblastí studia bioarcheologů je strava, protože může odhalit mnoho aspektů týkajících se života jednotlivce i populace. Druhy potravin, které byly vyráběny a konzumovány, mohou poskytnout informace o struktuře společnosti, o různých vzorcích osídlení a o tom, jak zdravá nebo nezdravá populace byla.
Strava středověkých populací se studuje různými metodami. Jedním způsobem je analýza zubů, kdy je hledána přítomnost zubního kazu, další je mira opotřebení zubů nebo mohou použít analýzu stabilních izotopů, konkrétně izotopů uhlíku a dusíku.

### Zubní kaz
Zubní kaz je termín pro dutiny v zubech v důsledku bakteriální činnosti při kvašení sacharidů přítomných v ústech. Zubní kaz je spojen se špatným čištěním úst a ustupujícími dásněmi, které odhalují kořeny zubů.
Studie zaměřená na zjištění četnosti výskytu zubního kazu u středověké populace v jihozápadní Francii provedli vědci z Université Paul-Sabatier. Studovaly pozůstatky 58 dospělých, a to mužů i žen, a odhalily, že prevalence zubního kazu byla 17,46 %. Většinou byl zubní kaz nalezen na druhé nebo třetí stoličce. Studie nezjistila žádný statisticky významný rozdíl mezi četností kazů u mužů a žen.

## Analýza stabilních izotopů
Analýza stabilních izotopů umožňuje studovat stravu a také migraci v populaci. Analýza izotopů uhlíku a izotopů dusíku v kostním kolagenu poskytuje informace o stravě a výživě, zatímco analýza izotopů stroncia a izotopů kyslíku může odhalit migrační vzorce jedinců.